# Публий Рутилий Луп (претор)
Вижте пояснителната страница за други личности с името Публий Рутилий Луп.
Публий Рутилий Луп (на латински: Publius Rutilius Lupus) e политик на Римската република през края на 1 век пр.н.е.

## Биография
Произлиза от клон Рутил – Луп на фамилията Рутилии. Син е на Публий Рутилий Луп (консул 90 пр.н.е.).
На 10 декември 57 пр.н.е. Рутилий Луп започва службата си като народен трибун за 56 пр.н.е. с още 9 колеги. Веднага е в опозиция към Юлий Цезар и на страната на Помпей. Още през декември 57 пр.н.е. той критикува аграрния разпределителен закон на Цезар. На сенатското заседание от 14 януари 56 пр.н.е. той дава предложение чрез консула Луций Волкаций Тул да бъде завърнат живеещият в изгнание в Рим египетски цар Птолемей XII обратно в Египет от Помпей (вместо Цезар). Сенатът дава задачата на Гней Помпей да помогне на египетския цар Птолемей XII да вземе трона.
През 49 пр.н.е. Рутилий Луп е претор. Тази година с навлизането на Цезар на италийска територия избухва гражданската война. Рутилий Луп напуска Рим с Помпей и другите магистрати. Стационира се с три кохорти в Терачина близо до Рим. През средата на февруари Помпей му заповядва да се оттегли назад в Апулия и там да се срещне с главната част на войската. Но войската на Цезар вече настъпвала към Терачина и войската на Рутилий Луп дезертира преди той да изпълни нареждането.
От началото на март Рутилий Луп поема отново своите преториански задължения в Рим. Следващата година следва Помпей в Гърция. Помпей го прави пропретор на провинцията Ахая. Там трябва да се занимава с укрепителни работи на Коринтския провлак.
Няма други сведения за по-нататъшния живот на Рутилий Луп.